# Řád Jiřího I.
Řád Jiřího I. (řecky Τάγμα του Γεωργίου Α') byl řád Řeckého království. Založil jej roku 1915 řecký král Konstantin I. jako záslužný řád. Pojmenován byl na počest jeho otce krále Jiřího I. Zanikl s pádem monarchie roku 1973.

## Historie
Řád založil jako teprve druhý řecký řád po Řádu Spasitele založeném roku 1833 dne 16. ledna 1915 řecký král Konstantin I. a pojmenován byl na počest jeho otce krále Jiřího I. Řád byl vysoce spjat s řeckou královskou rodinou a proto byl roku 1924 zrušen Druhou Helénistickou republikou. V té době byl nahrazen Řádem Fénixe. Po obnovení monarchistické zřízení v roce 1935 byl Řád Jiřího I. obnoven a udílen byl až do pádu monarchie v roce 1973.
V červnu 1973 vládnoucí vojenský režim v Řecku zrušil monarchii. Následně byly zákonem č. 179 ze dne 23. září 1973 zrušeny i dva řády nejvíce spojené s monarchií. Jedním z nich byl Řád Jiřího I. a druhým Řád dobročinnosti. Zrušený Řád Jiřího I. byl později nahrazen nově založeným Řádem cti.

## Pravidla udílení
Řád mohl být udělen pouze důstojníkům či vyšším státním úředníkům. Pro poddůstojníky a řadové vojáky, nižší státní úředníky a řadové občany byla k pěti řádným řádovým třídám navíc přidána Pamětní medaile Řádu Jiřího I., která byla založena ve stejném roce jako samotný řád. Medaile byla původně udílena ve dvou třídách a to jako stříbrná a bronzová medaile. V roce 1935 byla přidána zlatá medaile.

## Insignie
Odznakem je zlatý latinský kříž provedený v bílém smaltu a s rozšířenými konci ramen. Ve středovém kulatém medailonu je vyobrazena zlatá korunovaná iniciála ΓI (G. I. = Georgios I.) na červeném poli. Okolo se vine heslo IΣXΥΣ MOΥ H AΓAΠH TOΥ ΛAOΥ (Ischys mu e agape tu lau / Štěstí lidu je moje síla). Vzadu pak letopočet 1863–1913, značící dobu panování Jiřího I. Kříž leží na zlatém vavřínovém věnci a je zavěšen taktéž na zlaté koruně.
Hvězda je stříbrná a osmicípá s řádovým odznakem ve středu. Stuha je červená. 

## Třídy a způsoby nošení
Řád se udílel v pěti řádných třídách a to v civilní a vojenské divizi. Původně ještě byl plánována speciální třída řádového řetězu, ale tento úmyslu nebyl nikdy realizován.
- 1. třída: velkokříž – Řádový odznak se nosil na široké stuze spadající z pravého ramene na levý bok. Řádová hvězda se nosila nalevo na hrudi.
- 2. třída: velkokomtur – Řádový odznak se nosil na stuze kolem krku. Řádová hvězda se nosila nalevo na hrudi.
- 3. třída: komtur – Řádový odznak se nosil na stuze kolem krku. Řádová hvězda této třídě již nenáležela.
- 4. třída: rytíř zlatého kříže – Řádový odznak se nosil zavěšený na stuze nalevo na hrudi.
- 5. třída: rytíř stříbrného kříže – Řádový odznak se nosil zavěšený na stuze nalevo na hrudi.

| Řádové stuhy | Řádové stuhy | Řádové stuhy | Řádové stuhy | Řádové stuhy  |
| ------------ | ------------ | ------------ | ------------ | ------------- |
| velkokříž    | velkokomtur  | komtur       | zlatý kříž   | stříbrný kříž |